# Milan Munclinger
Milan Munclinger (* 3. Juli 1923 in Košice; † 30. März 1986 in Prag) war ein tschechischer Flötist, Dirigent, Komponist und Musikwissenschaftler.

## Biographie
Sein Vater wirkte als Regisseur und Opernsänger am Nationaltheater in Prag, vorher war er in Polen und an der Wiener Staatsoper engagiert. Seine Mutter war Schauspielerin am Slowakischen Nationaltheater in Bratislava. Sein Onkel Tibor Honty war ein tschechoslowakischer Photograph.
Munclinger studierte am Prager Konservatorium und an der Akademie der musischen Künste in Prag Flöte, Dirigieren (Schüler von Václav Talich) und Komposition (Schüler von Alois Hába). Gleichzeitig widmete er sich an der Karls-Universität Prag der Musikwissenschaft, Ästhetik und Philosophie. Während des Zweiten Weltkriegs war er Mitglied einiger Orchester in Deutschland (Gewandhausorchester, Schlesische Philharmonie). Von 1946 bis 1948 wirkte er als Assistent in Talichs Tschechischem Kammerorchester.
Auf Talichs Anregung gründete er 1951 mit seiner Frau Viktorie Švihlíková das Ensemble Ars Rediviva, das sich der Alten Musik, besonders dem Werk Johann Sebastian Bachs, widmete. Munclinger hat als erster wichtige historische Quellen ins Tschechische übersetzt (z. B. Arnold Dolmetschs The Interpretation of the Music of the 17th and 18th Centuries Revealed by Contemporary Evidence). Mit einigen Fragen, wie Analysen und Rekonstruktionen von Archivfunden, hat er sich später auch als Musikwissenschaftler befasst. Er arbeitete mit den Verlagshäusern Supraphon und Bärenreiter, sowie IMC New York zusammen und gab auch Werke seiner Zeitgenossen heraus, so u. a. Jan Rychlík, Oldřich Korte oder Jindřich Feld, den er mit Jean-Pierre Rampal bekannt machte. Auf seine Anregung hat Rampal Felds Flötenkonzert uraufgeführt und eingespielt, was dem Autor zum ersten Mal eine internationale Anerkennung brachte.
Als Dirigent leitete Munclinger besonders Einspielungen vorklassischer Musik und arbeitete u. a. mit den Prager Philharmonikern, den Prager Symphonikern, dem Prager Rundfunkorchester und dem Prager Kammerorchester zusammen. Er beteiligte sich an dem mit Grand Prix du Disque der Akademie Charles Cros ausgezeichneten Projekt Musica Antiqua Bohemica. Die LP-Reihe enthält auch eine seiner ersten Aufnahmen mit Jean-Pierre Rampal: Flötenkonzerte von Franz Benda und Franz Xaver Richter (von Munclinger in der Pariser Nationalbibliothek gefunden und 1955 von Rampal in Prag uraufgeführt).
Er war auch Jury-Mitglied bei Interpretationswettbewerben (z. B. Concours de flûte Jean-Pierre Rampal, Paris 1980 und 1983), lehrte am Prager Konservatorium und an Interpretationskursen in Bayreuth und Nice (Académie Internationale d’Été, gegründet von Jean-Pierre Rampal). In seinen TV- und Rundfunksendungen sowie in seinen „Gesprächskonzerten“ (1951–1986) hat er besonders unter jungen Leuten für die Alte Musik einen breiten Zuhörerkreis gewonnen.
Als Flötist interessierte er sich auch für Jazz und moderne Musik (Erstaufführungen von Jolivet, Hurník, Krejčí).
Er war Mitbegründer der tschechoslowakischen Jeunesses Musicales und der Tschechischen Gesellschaft für Alte Musik.
Mit seinem Lehrer und Freund Jean-Pierre Rampal arbeitete er von 1951 bis zu seinem Tod im März 1986 zusammen. Er widmete ihm u. a. seine Rekonstruktionen von Johann Sebastian Bachs Konzerten BWV 1055, 1056 und 1059.
Rampal schrieb über Munclinger in seinem Buch Musique, ma vie und nannte ihn seinen Mentor. Er widmete ihm seine Einspielungen der Werke Carl Philipp Emanuel Bachs.